# 新粉紅豹
粉紅豹（Pink Panther and Pals）是美國2010年動畫影集，是對1960年代經典的粉紅豹以2010年代生活而改編。該節目是由Desert Panther Production和Rubicon Studios與Mirisch–Geoffrey–DePatie–Freleng和米高梅電視公司聯合為卡通頻道製作的。